# Alberto Helena Júnior
Alberto Helena Júnior (São Paulo, 15 de novembro de 1941) é um jornalista brasileiro.
Em 2018 completou sessenta anos de jornalismo. Foi revisor e editor em vários jornais e revistas, como O Cruzeiro, Folha de S. Paulo e Jornal da Tarde, entre outros.

## Carreira
Aos 15 anos, já escrevia crônicas para programas de rádio. Aos 19, já era diretor de redação e se transformava em uma das referências nas editorias de cultura e música popular brasileira.
No início da década de 70, cansado de trabalhar na área musical, voltou ao Jornal da Tarde pedindo alguma vaga disponível. A única que tinha era no futebol, e seu teste para ser recontratado foi escalar seu time ideal do Brasil para a Copa do Mundo no México, em 1970.
Juntamente com o radialista Wilson Fittipaldi, o “Barão”, foi o comentarista esportivo titular da TV Bandeirantes na Copa do Mundo da Argentina de 1978.
Nos anos 80 escreveu para a Revista Placar e em vários jornais da capital paulista. Além de ter sido diretor de jornalismo da TV Gazeta, nos anos 80, foi diretor-geral da Rádio Gazeta.
Nos anos 90 escreveu para o jornal Folha de S. Paulo e apresentou o programa “Show da Noite“, na TV Record.
Também atuou como crítico musical, diretor e produtor de programas musicais na era dos festivais, e diretor e apresentador de programas como Show da Noite na Rede Record e Nosso Jornal e Na Linha do Gol na Rede Gazeta.
Foi chefe de reportagem da TV Globo São Paulo.
Na SporTV, trabalhou nos programas "Arena SporTV" e no "Bem, Amigos!". Saiu da emissora por duras críticas ao técnico Felipão e à seleção de 2014, que saiu humilhantemente derrotada da Copa disputada no Brasil.
Desde julho de 2014, está na TV Gazeta, onde participa dos programas Gazeta Esportiva, Mesa Redonda e Super Esporte.

### Livros
- Palmeiras, A Eterna Academia (1996, DBA)

### Prêmios
| Ano  | Prêmio                                                                     | Categoria           | Resultado | Ref.   |
| ---- | -------------------------------------------------------------------------- | ------------------- | --------- | ------ |
| 1999 | Troféu ACEESP (Associação dos Cronistas Esportivos do Estado de São Paulo) | Jornal              | Venceu    | [ 6 ]  |
| 2001 | Troféu ACEESP (Associação dos Cronistas Esportivos do Estado de São Paulo) | Colunista de Jornal | Venceu    | [ 7 ]  |
| 2002 | Troféu ACEESP (Associação dos Cronistas Esportivos do Estado de São Paulo) | Colunista de Jornal | Venceu    | [ 8 ]  |
| 2004 | Troféu ACEESP (Associação dos Cronistas Esportivos do Estado de São Paulo) | Colunista de Jornal | Venceu    | [ 9 ]  |
| 2005 | Troféu ACEESP (Associação dos Cronistas Esportivos do Estado de São Paulo) | Colunista de Jornal | Venceu    | [ 10 ] |
| 2006 | Troféu ACEESP (Associação dos Cronistas Esportivos do Estado de São Paulo) | Colunista de Jornal | Venceu    | [ 11 ] |
| 2007 | Troféu ACEESP (Associação dos Cronistas Esportivos do Estado de São Paulo) | Colunista de Jornal | Venceu    | [ 12 ] |

### Vida pessoal
Foi casado com a jornalista Maria Lucia Fragata.